# Vincenzo Garofalo
Vincenzo Garofalo (* 5. August 1982) ist ein ehemaliger italienischer Radrennfahrer.
Vincenzo Garofalo belegte 2006 den dritten Platz bei einem Rennen in Vitolini. 2007 wurde er Dritter beim Gran Premio Industrie del Marmo und auch beim Giro della Valli Aretine. 2008 fuhr er für das japanisch-italienische Team Nippo-Endeka. In seinem ersten Jahr dort gewann er die fünfte Etappe der Tour of Japan am Fujisan und wurde am Ende Dritter in der Gesamtwertung.

## Erfolge
2008
- eine Etappe Tour of Japan

## Teams
- 2008 Team Nippo-Endeka
- 2009 Amica Chips-Knauf
- 2010 Team Nippo
- 2011 Matrix Powertag
- 2012 Team Nippo